# Núi Kurobegorō
Mount Kurobegorō (黒部五郎岳 Kurobegorō-dake) là một trong 100 núi nổi tiếng Nhật Bản, đạt chiều cao 2.839,58 m (9.316 ft). Tọa lạc tại dãy núi Hida ở quận Gifu và Toyama, Nhật Bản.  Núi này được chỉ định thuộc vườn quốc gia Chūbu-Sangaku vào ngày 4, tháng 12 năm 1934.